# Équipe du Portugal de football au Championnat d'Europe 2020
Cet article relate le parcours de l’équipe du Portugal de football lors du Championnat d'Europe 2020 organisé dans 11 grandes villes d'Europe du 11 juin au 11 juillet 2021.

## Contexte
Champion d'Europe en 2016, le Portugal remet son titre en jeu dès les éliminatoires de l'édition 2020 en étant placé dans le groupe B face à l'Ukraine, la Serbie, la Lituanie et le Luxembourg.
Avec cinq victoires, deux nuls et une seule défaite à l'extérieur contre l'Ukraine (1-2), le Portugal termine deuxième de son groupe de qualification et va aborder l'Euro avec pour objectif de conserver son titre.

## Qualifications
| Rang | Équipe     | Pts | J | G | N | P | Bp | Bc | Diff |  | Résultats (▼ dom., ► ext.) |     |     |     |     |     |
| ---- | ---------- | --- | - | - | - | - | -- | -- | ---- |  | -------------------------- | --- | --- | --- | --- | --- |
| 1    | Ukraine    | 20  | 8 | 6 | 2 | 0 | 17 | 4  | +13  |  | Ukraine                    |     | 2-1 | 5-0 | 1-0 | 2-0 |
| 2    | Portugal   | 17  | 8 | 5 | 2 | 1 | 22 | 6  | +16  |  | Portugal                   | 0-0 |     | 1-1 | 3-0 | 6-0 |
| 3    | Serbie (B) | 14  | 8 | 4 | 2 | 2 | 17 | 17 | 0    |  | Serbie (B)                 | 2-2 | 2-4 |     | 3-2 | 4-1 |
| 4    | Luxembourg | 4   | 8 | 1 | 1 | 6 | 7  | 16 | -9   |  | Luxembourg                 | 1-2 | 0-2 | 1-3 |     | 2-1 |
| 5    | Lituanie   | 1   | 8 | 0 | 1 | 7 | 5  | 25 | -20  |  | Lituanie                   | 0-3 | 1-5 | 1-2 | 1-1 |     |

- Sélection directement qualifiée pour l'Euro 2020

## Phase finale

### Effectif
NB : Les âges et les sélections sont calculés au début de l'Euro 2020, le 11 juin 2021.

### Premier tour
| v · m | Équipe    | Pts | J | G | N | P | Bp | Bc | Diff |
| ----- | --------- | --- | - | - | - | - | -- | -- | ---- |
| 1     | France    | 5   | 3 | 1 | 2 | 0 | 4  | 3  | +1   |
| 2     | Allemagne | 4   | 3 | 1 | 1 | 1 | 6  | 5  | +1   |
| 3     | Portugal  | 4   | 3 | 1 | 1 | 1 | 7  | 6  | +1   |
| 4     | Hongrie   | 2   | 3 | 0 | 2 | 1 | 3  | 6  | -3   |

#### Hongrie - Portugal
| Match 11           | Hongrie | 0 - 3   | Portugal                                                           | Stade Ferenc-Puskás, Budapest                                                     |                                                                                   |
| 15 juin 2021 18h00 |         | (0 - 0) | 84e Guerreiro (Rafa ) · 87e (pen.) Ronaldo · 90+2e Ronaldo (Rafa ) | Spectateurs : 55 662 Arbitrage : Cüneyt Çakır Arbitre vidéo : Massimiliano Irrati | Spectateurs : 55 662 Arbitrage : Cüneyt Çakır Arbitre vidéo : Massimiliano Irrati |
| 15 juin 2021 18h00 | Rapport |         |                                                                    | Spectateurs : 55 662 Arbitrage : Cüneyt Çakır Arbitre vidéo : Massimiliano Irrati | Spectateurs : 55 662 Arbitrage : Cüneyt Çakır Arbitre vidéo : Massimiliano Irrati |

| Hongrie | Portugal |

| HONGRIE :       |    |                     |     |     |
|                 |    |                     |     |     |
| Gardien de but  | 1  | Péter Gulácsi       |     |     |
|                 | 4  | Attila Szalai       |     |     |
|                 | 6  | Willi Orban         | 86e |     |
|                 | 21 | Endre Botka         |     |     |
|                 | 8  | Ádám Nagy           |     | 88e |
|                 | 5  | Attila Fiola        |     | 88e |
|                 | 13 | András Schäfer      |     | 65e |
|                 | 15 | László Kleinheisler |     | 78e |
|                 | 14 | Gergő Lovrencsics   |     |     |
|                 | 20 | Roland Sallai       |     | 77e |
|                 | 9  | Ádám Szalai         |     |     |
| Remplaçants :   |    |                     |     |     |
|                 | 7  | Loïc Nego           | 80e | 65e |
|                 | 24 | Szabolcs Schön      |     | 77e |
|                 | 18 | Dávid Sigér         |     | 78e |
|                 | 19 | Kevin Varga         |     | 88e |
|                 | 17 | Roland Varga        |     | 88e |
| Sélectionneur : |    |                     |     |     |
| Marco Rossi     |    |                     |     |     |

| PORTUGAL :      |    |                   |     |     |
|                 |    |                   |     |     |
| Gardien de but  | 1  | Rui Patrício      |     |     |
|                 | 5  | Raphaël Guerreiro |     |     |
|                 | 3  | Pepe              |     |     |
|                 | 4  | Rúben Dias        | 38e |     |
|                 | 2  | Nélson Semedo     |     |     |
|                 | 11 | Bruno Fernandes   |     | 89e |
|                 | 14 | William Carvalho  |     | 81e |
|                 | 13 | Danilo Pereira    |     |     |
|                 | 10 | Bernardo Silva    |     | 71e |
|                 | 21 | Diogo Jota        |     | 81e |
|                 | 7  | Cristiano Ronaldo |     |     |
| Remplaçants :   |    |                   |     |     |
|                 | 15 | Rafa Silva        |     | 71e |
|                 | 16 | Renato Sanches    |     | 81e |
|                 | 9  | André Silva       |     | 81e |
|                 | 8  | João Moutinho     |     | 89e |
| Sélectionneur : |    |                   |     |     |
| Fernando Santos |    |                   |     |     |

| Assistants : Bahattin Duran Tarık Ongun Quatrième arbitre : Sandro Schärer Homme du match : Cristiano Ronaldo |

#### Portugal - Allemagne
| Match 23           | Portugal                                  | 2 - 4   | Allemagne                                                                            | Allianz Arena, Munich                                                          |                                                                                |
| 19 juin 2021 18h00 | ( Jota) Ronaldo 15e · ( Ronaldo) Jota 67e | (1 - 2) | 35e (csc) Dias · 39e (csc) Guerreiro · 51e Havertz (Gosens ) · 60e Gosens (Kimmich ) | Spectateurs : 12 926 Arbitrage : Anthony Taylor Arbitre vidéo : Stuart Attwell | Spectateurs : 12 926 Arbitrage : Anthony Taylor Arbitre vidéo : Stuart Attwell |
| 19 juin 2021 18h00 | Rapport                                   |         |                                                                                      | Spectateurs : 12 926 Arbitrage : Anthony Taylor Arbitre vidéo : Stuart Attwell | Spectateurs : 12 926 Arbitrage : Anthony Taylor Arbitre vidéo : Stuart Attwell |

| Portugal | Allemagne |

| PORTUGAL :      |    |                   |     |
|                 |    |                   |     |
| Gardien de but  | 1  | Rui Patrício      |     |
|                 | 5  | Raphaël Guerreiro |     |
|                 | 3  | Pepe              |     |
|                 | 4  | Rúben Dias        |     |
|                 | 2  | Nélson Semedo     |     |
|                 | 13 | Danilo Pereira    |     |
|                 | 14 | William Carvalho  | 58e |
|                 | 21 | Diogo Jota        | 83e |
|                 | 11 | Bruno Fernandes   | 64e |
|                 | 10 | Bernardo Silva    | 46e |
|                 | 7  | Cristiano Ronaldo |     |
| Remplaçants :   |    |                   |     |
|                 | 16 | Renato Sanches    | 46e |
|                 | 15 | Rafa Silva        | 58e |
|                 | 8  | João Moutinho     | 64e |
|                 | 9  | André Silva       | 83e |
| Sélectionneur : |    |                   |     |
| Fernando Santos |    |                   |     |

| ALLEMAGNE :     |    |                    |     |     |
|                 |    |                    |     |     |
| Gardien de but  | 1  | Manuel Neuer       |     |     |
|                 | 2  | Antonio Rüdiger    |     |     |
|                 | 5  | Mats Hummels       |     | 62e |
|                 | 4  | Matthias Ginter    | 77e |     |
|                 | 20 | Robin Gosens       |     | 62e |
|                 | 8  | Toni Kroos         |     |     |
|                 | 21 | İlkay Gündoğan     |     | 73e |
|                 | 6  | Joshua Kimmich     |     |     |
|                 | 25 | Thomas Müller      |     |     |
|                 | 7  | Kai Havertz        | 66e | 73e |
|                 | 10 | Serge Gnabry       |     | 87e |
| Remplaçants :   |    |                    |     |     |
|                 | 3  | Marcel Halstenberg |     | 62e |
|                 | 23 | Emre Can           |     | 62e |
|                 | 18 | Leon Goretzka      |     | 73e |
|                 | 15 | Niklas Süle        |     | 73e |
|                 | 19 | Leroy Sané         |     | 87e |
| Sélectionneur : |    |                    |     |     |
| Joachim Löw     |    |                    |     |     |

| Assistants : Gary Beswick Adam Nunn Quatrième arbitre : Srđan Jovanović (en) Homme du match : Robin Gosens |

#### Portugal - France
| Match 35           | Portugal                                | 2 - 2   | France                                      | Stade Ferenc-Puskás, Budapest                                                                           | |
| 23 juin 2021 21h00 | Ronaldo 31e (pen.) · Ronaldo 60e (pen.) | (1 - 1) | 45+2e (pen.) Benzema · 47e Benzema (Pogba ) | Spectateurs : 54 886 Arbitrage : Antonio Mateu Lahoz Arbitre vidéo : Alejandro Hernández Hernández (en) | Spectateurs : 54 886 Arbitrage : Antonio Mateu Lahoz Arbitre vidéo : Alejandro Hernández Hernández (en) |
| 23 juin 2021 21h00 | Rapport                                 |         |                                             | Spectateurs : 54 886 Arbitrage : Antonio Mateu Lahoz Arbitre vidéo : Alejandro Hernández Hernández (en) | Spectateurs : 54 886 Arbitrage : Antonio Mateu Lahoz Arbitre vidéo : Alejandro Hernández Hernández (en) |

| Portugal | France |

| PORTUGAL :      |    |                   |     |
|                 |    |                   |     |
| Gardien de but  | 1  | Rui Patrício      |     |
|                 | 5  | Raphaël Guerreiro |     |
|                 | 3  | Pepe              |     |
|                 | 4  | Rúben Dias        |     |
|                 | 2  | Nélson Semedo     | 79e |
|                 | 16 | Renato Sanches    | 88e |
|                 | 13 | Danilo Pereira    | 46e |
|                 | 8  | João Moutinho     | 72e |
|                 | 21 | Diogo Jota        |     |
|                 | 7  | Cristiano Ronaldo |     |
|                 | 10 | Bernardo Silva    | 72e |
| Remplaçants :   |    |                   |     |
|                 | 26 | João Palhinha     | 46e |
|                 | 11 | Bruno Fernandes   | 72e |
|                 | 18 | Rúben Neves       | 72e |
|                 | 20 | Diogo Dalot       | 79e |
|                 | 24 | Sérgio Oliveira   | 88e |
| Sélectionneur : |    |                   |     |
| Fernando Santos |    |                   |     |

| FRANCE :         |    |                   |     |     |     |
|                  |    |                   |     |     |     |
| Gardien de but   | 1  | Hugo Lloris       | 27e |     |     |
|                  | 21 | Lucas Hernandez   | 36e | 46e |     |
|                  | 3  | Presnel Kimpembe  | 83e |     |     |
|                  | 4  | Raphaël Varane    |     |     |     |
|                  | 25 | Jules Koundé      |     |     |     |
|                  | 13 | N'Golo Kanté      |     |     |     |
|                  | 6  | Paul Pogba        |     |     |     |
|                  | 10 | Kylian Mbappé     |     |     |     |
|                  | 7  | Antoine Griezmann | 40e | 87e |     |
|                  | 12 | Corentin Tolisso  |     | 66e |     |
|                  | 19 | Karim Benzema     |     |     |     |
| Remplaçants :    |    |                   |     |     |     |
|                  | 18 | Lucas Digne       |     | 52e | 46e |
|                  | 14 | Adrien Rabiot     |     |     | 52e |
|                  | 20 | Kingsley Coman    |     |     | 66e |
|                  | 17 | Moussa Sissoko    |     |     | 87e |
| Sélectionneur :  |    |                   |     |     |     |
| Didier Deschamps |    |                   |     |     |     |

| Assistants : Pau Cebrián Devís Roberto Díaz Pérez del Palomar Quatrième arbitre : Ovidiu Hațegan Homme du match : Karim Benzema |

### Huitième de finale

#### Belgique - Portugal
| Match 39           | Belgique                 | 1 - 0   | Portugal | Stade La Cartuja, Séville                                                |                                                                          |
| 27 juin 2021 21h00 | ( Meunier) T. Hazard 42e | (1 - 0) |          | Spectateurs : 11 504 Arbitrage : Felix Brych Arbitre vidéo : Marco Fritz | Spectateurs : 11 504 Arbitrage : Felix Brych Arbitre vidéo : Marco Fritz |
| 27 juin 2021 21h00 | Rapport                  |         |          | Spectateurs : 11 504 Arbitrage : Felix Brych Arbitre vidéo : Marco Fritz | Spectateurs : 11 504 Arbitrage : Felix Brych Arbitre vidéo : Marco Fritz |

| Belgique | Portugal |

| BELGIQUE :       |    |                    |     |       |
|                  |    |                    |     |       |
| Gardien de but   | 1  | Thibaut Courtois   |     |       |
|                  | 3  | Thomas Vermaelen   | 72e |       |
|                  | 5  | Jan Vertonghen     |     |       |
|                  | 2  | Toby Alderweireld  | 81e |       |
|                  | 16 | Thorgan Hazard     |     | 90+5e |
|                  | 6  | Axel Witsel        |     |       |
|                  | 8  | Youri Tielemans    |     |       |
|                  | 15 | Thomas Meunier     |     |       |
|                  | 10 | Eden Hazard        |     | 87e   |
|                  | 9  | Romelu Lukaku      |     |       |
|                  | 7  | Kevin De Bruyne    |     | 48e   |
| Remplaçants :    |    |                    |     |       |
|                  | 14 | Dries Mertens      |     | 48e   |
|                  | 11 | Yannick Carrasco   |     | 87e   |
|                  | 19 | Leander Dendoncker |     | 90+5e |
| Sélectionneur :  |    |                    |     |       |
| Roberto Martínez |    |                    |     |       |

| PORTUGAL :      |    |                   |     |     |
|                 |    |                   |     |     |
| Gardien de but  | 1  | Rui Patrício      |     |     |
|                 | 5  | Raphaël Guerreiro |     |     |
|                 | 3  | Pepe              | 77e |     |
|                 | 4  | Rúben Dias        |     |     |
|                 | 20 | Diogo Dalot       | 51e |     |
|                 | 16 | Renato Sanches    |     | 78e |
|                 | 26 | João Palhinha     | 45e | 78e |
|                 | 8  | João Moutinho     |     | 55e |
|                 | 21 | Diogo Jota        |     | 70e |
|                 | 7  | Cristiano Ronaldo |     |     |
|                 | 10 | Bernardo Silva    |     | 55e |
| Remplaçants :   |    |                   |     |     |
|                 | 23 | João Félix        |     | 55e |
|                 | 11 | Bruno Fernandes   |     | 55e |
|                 | 9  | André Silva       |     | 70e |
|                 | 13 | Danilo Pereira    |     | 78e |
|                 | 24 | Sérgio Oliveira   |     | 78e |
| Sélectionneur : |    |                   |     |     |
| Fernando Santos |    |                   |     |     |

| Assistants : Mark Borsch Stefan Lupp Quatrième arbitre : Georgi Kabakov Homme du match : Thorgan Hazard |

## Statistiques

### Temps de jeu
| Joueur            |          |          |          |          | TT       | But inscrit | Passe décisive | MJ       | MT       | Légende |
| ----------------- | -------- | -------- | -------- | -------- | -------- | ----------- | -------------- | -------- | -------- | --- |
| Gardiens          | Gardiens | Gardiens | Gardiens | Gardiens | Gardiens | Gardiens    | Gardiens       | Gardiens | Gardiens | Abréviations et symboles : TT : Total de minutes jouées MJ : Nombre de matchs joués MT : Matchs joués en tant que titulaire : but : passe décisive : joueur entré : joueur remplacé : capitaine : carton jaune : carton rouge |
| Rui Patrício      | 90       | 90       | 90       | 90       | 360      |             |                | 4        | 4        | Abréviations et symboles : TT : Total de minutes jouées MJ : Nombre de matchs joués MT : Matchs joués en tant que titulaire : but : passe décisive : joueur entré : joueur remplacé : capitaine : carton jaune : carton rouge |
| Anthony Lopes     |          |          |          |          | 0        |             |                |          |          | Abréviations et symboles : TT : Total de minutes jouées MJ : Nombre de matchs joués MT : Matchs joués en tant que titulaire : but : passe décisive : joueur entré : joueur remplacé : capitaine : carton jaune : carton rouge |
| Rui Silva         |          |          |          |          | 0        |             |                |          |          | Abréviations et symboles : TT : Total de minutes jouées MJ : Nombre de matchs joués MT : Matchs joués en tant que titulaire : but : passe décisive : joueur entré : joueur remplacé : capitaine : carton jaune : carton rouge |
| Défenseurs        |          |          |          |          |          |             |                |          |          | Abréviations et symboles : TT : Total de minutes jouées MJ : Nombre de matchs joués MT : Matchs joués en tant que titulaire : but : passe décisive : joueur entré : joueur remplacé : capitaine : carton jaune : carton rouge |
| Nélson Semedo     | 90       | 90       | 79       |          | 259      |             |                | 3        | 3        | Abréviations et symboles : TT : Total de minutes jouées MJ : Nombre de matchs joués MT : Matchs joués en tant que titulaire : but : passe décisive : joueur entré : joueur remplacé : capitaine : carton jaune : carton rouge |
| Pepe              | 90       | 90       | 90       | 90       | 360      |             |                | 4        | 4        | Abréviations et symboles : TT : Total de minutes jouées MJ : Nombre de matchs joués MT : Matchs joués en tant que titulaire : but : passe décisive : joueur entré : joueur remplacé : capitaine : carton jaune : carton rouge |
| Rúben Dias        | 90       | 90       | 90       | 90       | 360      |             |                | 4        | 4        | Abréviations et symboles : TT : Total de minutes jouées MJ : Nombre de matchs joués MT : Matchs joués en tant que titulaire : but : passe décisive : joueur entré : joueur remplacé : capitaine : carton jaune : carton rouge |
| Raphaël Guerreiro | 90       | 90       | 90       | 90       | 360      | 1           |                | 4        | 4        | Abréviations et symboles : TT : Total de minutes jouées MJ : Nombre de matchs joués MT : Matchs joués en tant que titulaire : but : passe décisive : joueur entré : joueur remplacé : capitaine : carton jaune : carton rouge |
| José Fonte        |          |          |          |          | 0        |             |                |          |          | Abréviations et symboles : TT : Total de minutes jouées MJ : Nombre de matchs joués MT : Matchs joués en tant que titulaire : but : passe décisive : joueur entré : joueur remplacé : capitaine : carton jaune : carton rouge |
| Diogo Dalot       |          |          | 11       | 90       | 101      |             |                | 2        | 1        | Abréviations et symboles : TT : Total de minutes jouées MJ : Nombre de matchs joués MT : Matchs joués en tant que titulaire : but : passe décisive : joueur entré : joueur remplacé : capitaine : carton jaune : carton rouge |
| Nuno Mendes       |          |          |          |          | 0        |             |                |          |          | Abréviations et symboles : TT : Total de minutes jouées MJ : Nombre de matchs joués MT : Matchs joués en tant que titulaire : but : passe décisive : joueur entré : joueur remplacé : capitaine : carton jaune : carton rouge |
| Milieux           |          |          |          |          |          |             |                |          |          | Abréviations et symboles : TT : Total de minutes jouées MJ : Nombre de matchs joués MT : Matchs joués en tant que titulaire : but : passe décisive : joueur entré : joueur remplacé : capitaine : carton jaune : carton rouge |
| João Moutinho     | 1        | 26       | 72       | 55       | 154      |             |                | 4        | 2        | Abréviations et symboles : TT : Total de minutes jouées MJ : Nombre de matchs joués MT : Matchs joués en tant que titulaire : but : passe décisive : joueur entré : joueur remplacé : capitaine : carton jaune : carton rouge |
| Bruno Fernandes   | 89       | 64       | 18       | 35       | 206      |             |                | 4        | 2        | Abréviations et symboles : TT : Total de minutes jouées MJ : Nombre de matchs joués MT : Matchs joués en tant que titulaire : but : passe décisive : joueur entré : joueur remplacé : capitaine : carton jaune : carton rouge |
| Danilo Pereira    | 90       | 90       | 46       | 12       | 238      |             |                | 4        | 3        | Abréviations et symboles : TT : Total de minutes jouées MJ : Nombre de matchs joués MT : Matchs joués en tant que titulaire : but : passe décisive : joueur entré : joueur remplacé : capitaine : carton jaune : carton rouge |
| William Carvalho  | 81       | 58       |          |          | 139      |             |                | 2        | 2        | Abréviations et symboles : TT : Total de minutes jouées MJ : Nombre de matchs joués MT : Matchs joués en tant que titulaire : but : passe décisive : joueur entré : joueur remplacé : capitaine : carton jaune : carton rouge |
| Renato Sanches    | 9        | 44       | 88       | 78       | 219      |             |                | 4        | 2        | Abréviations et symboles : TT : Total de minutes jouées MJ : Nombre de matchs joués MT : Matchs joués en tant que titulaire : but : passe décisive : joueur entré : joueur remplacé : capitaine : carton jaune : carton rouge |
| Rúben Neves       |          |          | 18       |          | 18       |             |                | 1        |          | Abréviations et symboles : TT : Total de minutes jouées MJ : Nombre de matchs joués MT : Matchs joués en tant que titulaire : but : passe décisive : joueur entré : joueur remplacé : capitaine : carton jaune : carton rouge |
| Pedro Gonçalves   |          |          |          |          | 0        |             |                |          |          | Abréviations et symboles : TT : Total de minutes jouées MJ : Nombre de matchs joués MT : Matchs joués en tant que titulaire : but : passe décisive : joueur entré : joueur remplacé : capitaine : carton jaune : carton rouge |
| Sérgio Oliveira   |          |          | 2        | 12       | 14       |             |                | 2        |          | Abréviations et symboles : TT : Total de minutes jouées MJ : Nombre de matchs joués MT : Matchs joués en tant que titulaire : but : passe décisive : joueur entré : joueur remplacé : capitaine : carton jaune : carton rouge |
| João Palhinha     |          |          | 44       | 78       | 122      |             |                | 2        | 1        | Abréviations et symboles : TT : Total de minutes jouées MJ : Nombre de matchs joués MT : Matchs joués en tant que titulaire : but : passe décisive : joueur entré : joueur remplacé : capitaine : carton jaune : carton rouge |
| Attaquants        |          |          |          |          |          |             |                |          |          | Abréviations et symboles : TT : Total de minutes jouées MJ : Nombre de matchs joués MT : Matchs joués en tant que titulaire : but : passe décisive : joueur entré : joueur remplacé : capitaine : carton jaune : carton rouge |
| Cristiano Ronaldo | 90       | 90       | 90       | 90       | 360      | 5           | 1              | 4        | 4        | Abréviations et symboles : TT : Total de minutes jouées MJ : Nombre de matchs joués MT : Matchs joués en tant que titulaire : but : passe décisive : joueur entré : joueur remplacé : capitaine : carton jaune : carton rouge |
| André Silva       | 9        | 7        |          | 20       | 36       |             |                | 3        |          | Abréviations et symboles : TT : Total de minutes jouées MJ : Nombre de matchs joués MT : Matchs joués en tant que titulaire : but : passe décisive : joueur entré : joueur remplacé : capitaine : carton jaune : carton rouge |
| Bernardo Silva    | 71       | 46       | 72       | 55       | 244      |             |                | 4        | 4        | Abréviations et symboles : TT : Total de minutes jouées MJ : Nombre de matchs joués MT : Matchs joués en tant que titulaire : but : passe décisive : joueur entré : joueur remplacé : capitaine : carton jaune : carton rouge |
| Rafa Silva        | 19       | 32       |          |          | 51       |             | 2              | 2        |          | Abréviations et symboles : TT : Total de minutes jouées MJ : Nombre de matchs joués MT : Matchs joués en tant que titulaire : but : passe décisive : joueur entré : joueur remplacé : capitaine : carton jaune : carton rouge |
| Gonçalo Guedes    |          |          |          |          | 0        |             |                |          |          | Abréviations et symboles : TT : Total de minutes jouées MJ : Nombre de matchs joués MT : Matchs joués en tant que titulaire : but : passe décisive : joueur entré : joueur remplacé : capitaine : carton jaune : carton rouge |
| Diogo Jota        | 81       | 83       | 90       | 70       | 324      | 1           | 1              | 4        | 4        | Abréviations et symboles : TT : Total de minutes jouées MJ : Nombre de matchs joués MT : Matchs joués en tant que titulaire : but : passe décisive : joueur entré : joueur remplacé : capitaine : carton jaune : carton rouge |
| João Félix        |          |          |          | 35       | 35       |             |                | 1        |          | Abréviations et symboles : TT : Total de minutes jouées MJ : Nombre de matchs joués MT : Matchs joués en tant que titulaire : but : passe décisive : joueur entré : joueur remplacé : capitaine : carton jaune : carton rouge |

| Buts | Joueurs           | Adversaires                     |
| ---- | ----------------- | ------------------------------- |
| 5    | Cristiano Ronaldo | Hongrie, Allemagne, France (x2) |
| 1    | Raphaël Guerreiro | Hongrie                         |
| 1    | Diogo Jota        | Allemagne                       |

| Passes | Joueurs           | Adversaires |
| ------ | ----------------- | ----------- |
| 2      | Rafa Silva        | Hongrie     |
| 1      | Cristiano Ronaldo | Allemagne   |
| 1      | Diogo Jota        | Allemagne   |